# Silene lydia
Silene lydia là loài thực vật có hoa thuộc họ Cẩm chướng. Loài này được Boiss. miêu tả khoa học đầu tiên năm 1843.